# Vische
Vische is een gemeente in de Italiaanse provincie Turijn (regio Piëmont) en telt 1356 inwoners (31-12-2004). De oppervlakte bedraagt 16,9 km², de bevolkingsdichtheid is 80 inwoners per km².
De volgende frazioni maken deel uit van de gemeente: Pratoferro, Viscano.

## Demografie
Vische telt ongeveer 628 huishoudens. Het aantal inwoners steeg in de periode 1991-2001 met 5,4% volgens cijfers uit de tienjaarlijkse volkstellingen van ISTAT.
| Jaar | Inwoneraantal |
| ---- | ------------- |
| 1991 | 1345          |
| 2001 | 1417          |

## Geografie
De gemeente ligt op ongeveer 235 m boven zeeniveau.
Vische grenst aan de volgende gemeenten: Strambino, Vestignè, Borgomasino, Candia Canavese, Moncrivello (VC), Mazzè, Villareggia.
1. ↑  https://demo.istat.it/?l=it.